# Fridsbasunen
Fridsbasunen är en sång- och psalmbok som första gången gavs ut 1882 sammanställd av Jakob Ekman, 1:e ordförande inom Svenska Missionsförbundet.
1:a upplagan hade 208 nummer, den tredje upplagan som utgavs i januari 1882 hade 358 numrerade sånger ds, samt 28 Söndagsskolesånger och 4:e  upplagan 386 nummer.